# Organización no gubernamental
Aunque cualquier organización privada es, en sentido estricto, una organización no gubernamental, las siglas ONG y su término derivado oenegé se utilizan para identificar a entidades que no son parte de las esferas gubernamentales o empresas, cuyo fin fundamental es el bien social. Por lo general, son conformadas y se encuentran a cargo de ciudadanos comunes que comparten una visión y misión común, pudiendo obtener financiamiento del Gobierno, de otras ONG (como fundaciones), o de individuos o empresas particulares. Algunas ONG, con el fin de mantener autonomía de gestión e imparcialidad, evitan la financiación oficial y trabajan a través de voluntarios. En ocasiones, el término se utiliza como sinónimo de «organización de la sociedad civil» para referirse a cualquier asociación fundada por los ciudadanos.
El universo de las ONG lo conforman un grupo muy diverso de organizaciones que se dedican a una amplia gama de actividades y se encuentran en diferentes partes del mundo. Algunas pueden tener carácter benéfico, mientras que otras se acogen a una exención de impuestos basada en el reconocimiento de sus fines sociales, y otras pueden ser fuentes de intereses políticos, religiosos o de otra índole.
Se estima que el número de ONG que operan en Estados Unidos alcanza más de un millón y medio. Rusia cuenta con 277.000 ONG. En India se estima que hay alrededor de dos millones de ONG (datos de 2009), poco más de una ONG por cada 600 habitantes, el mismo número de escuelas primarias y centros de salud que se encuentran en India.
Las ONG son difíciles de definir y clasificar, pues la sigla no siempre se usa consecuentemente. En algunos países, la sigla ONG se aplica a una organización que en otro país se denominaría ONL (organización sin ánimo de lucro), y viceversa. Como resultado, existen muchas clasificaciones diferentes. El enfoque más común está en la 'orientación' y el 'ámbito de operación'. La orientación de una ONG se refiere al nivel de participación en sus actividades de la comunidad destinataria. Estas actividades pueden incluir derechos humanos, medio ambiente, salud o desarrollo. El ámbito de operación de una ONG indica la escala en la que trabaja, que puede ser local, regional, nacional o internacional.
La primera mención de la sigla ONG fue en 1945, año en que se creó la Organización de las Naciones Unidas (ONU). La ONU, que es en sí misma una organización intergubernamental, logró que ciertas agencias especializadas no estatales aprobadas internacionalmente, es decir, organizaciones no gubernamentales, pudieran obtener el estatus de observadoras en sus asambleas y algunas de sus reuniones. Más tarde, la sigla se utilizó ampliamente, y hoy en día, según la ONU, cualquier organización privada independiente de la administración del Gobierno, puede ser llamada ONG siempre y cuando no tenga fines de lucro, y no sea un grupo criminal o un partido político.
Una característica que comparten estas organizaciones diversas es que, al no tener ánimo de lucro, no se ven obstaculizadas por objetivos financieros a corto plazo. En consecuencia, pueden dedicarse a asuntos que se prolongaron en el largo plazo, como el cambio climático, la prevención de la malaria o la prohibición mundial de las minas antipersona. Las encuestas públicas revelan que las ONG disfrutan de un grado de confianza muy alto por parte de la ciudadanía, lo que puede ser un indicador útil, aunque no siempre suficiente, de las preocupaciones de la sociedad y de los agentes implicados.

## Clasificación

### Por nivel de orientación
- Orientación caritativa: a menudo implica un esfuerzo paternalista de arriba hacia abajo, con poca participación de los beneficiarios. Incluye las ONG que desarrollan actividades dirigidas a satisfacer las necesidades de la gente pobre.
- Orientación al servicio: incluye a las ONG que desarrollan actividades dirigidas a proporcionar servicios de salud, planificación familiar y educación. Los programas están diseñados por las ONG y se espera que la población participe en estas actividades con objeto de recibir sus servicios.
- Orientación participativa: se caracteriza por proyectos de autoayuda donde la población local se involucra en la participación y la ejecución de los proyectos, contribuyendo con dinero, herramientas, tierra, materiales, mano de obra, etc. En los proyectos de desarrollo comunitario clásico, la participación comienza con la definición del proyecto, y continúa en las etapas de planificación y ejecución.
- Orientación al empoderamiento: tiene como objetivo ayudar a las personas pobres a desarrollar una comprensión más clara de los factores sociales, políticos y económicos que afectan a sus vidas y fortalecer la conciencia de su propia capacidad potencial de controlar sus vidas. En esta categoría se da el máximo nivel de participación de los beneficiarios en las actividades de las ONG, que actúan como facilitadoras.[10]

Se considera que el derecho tiene varias características. Una de ellas es la bilateralidad (un individuo distinto al afectado está facultado para exigirle el cumplimiento de una norma), que le otorga la cualidad de imperativo atributivo al derecho. Es imperativo ya que impone un deber de conducta (como pagar impuestos) y atributivo por lo mencionado anteriormente respecto a la facultad para exigir el cumplimiento del imperativo.

### Por ámbito de operación
- Organizaciones basadas en la comunidad: surge de las propias iniciativas de la gente. Pueden ser responsables de elevar la conciencia de las personas pobres que viven en comunidades urbanas, ayudándolas a comprender sus derechos en el acceso a los servicios necesarios y proporcionándoles dichos servicios.
- Organizaciones a nivel de ciudad: incluyen organizaciones tales como las cámaras de comercio e industria, las coaliciones de negocios, grupos étnicos o educativos, y las asociaciones de organizaciones de la comunidad.
- ONG nacionales: incluyen organizaciones nacionales como asociaciones profesionales, educativas, religiosas, etc. Algunas disponen de sucursales estatales, provinciales o municipales, y ayudan a las ONG locales.
- ONG internacionales: van desde agencias seculares como Cruz Roja, Save the Children, Oxfam, Amnistía Internacional, CARE, etc. hasta grupos con motivación religiosa como Caritas. Estas organizaciones pueden responsabilizarse de financiar ONG locales y otras instituciones, así como de la planificación y ejecución de proyectos. [10]

### Conceptos relacionados
Además de "ONG", existen muchas siglas y locuciones alternativas o superpuestas en el uso, por ejemplo: sector voluntario, conocido también como Economía social (TSO), Organización sin ánimo de lucro (NPO), organización voluntaria (VO), organización de la sociedad civil (CSO), organización de movimiento social (SMO), organizaciones voluntarias privadas (PVO), actores no estatales, Tercer Sector, etc. Las organizaciones gubernamentales relacionadas y las organizaciones no gubernamentales son un grupo heterogéneo. Como resultado, se ha desarrollado una larga lista de acrónimos adicionales, entre ellos:
- BINGO: ONG internacional de negocios o gran ONG internacional
- TANGO: ONG de asistencia técnica
- TSO: Organización del tercer sector
- GONGO: ONG operadas por el gobierno (creadas por el gobierno para parecer una organización no gubernamental con el fin de beneficiarse de la ayuda exterior o promocionar los intereses del gobierno)
- DONGO: ONG donante organizada
- INGO: Organización no gubernamental internacional
- QUANGO: ONG casi autónoma, por ejemplo, la Organización Internacional de Normalización (ISO). La ISO no es en realidad una organización no gubernamental, ya que su membresía es de cada nación, y cada país está representado por lo que el consejo de la ISO determina que es el órgano de normalización más representativo de esa nación. El consejo puede ser en sí mismo una organización no gubernamental; por ejemplo, los Estados Unidos están representados en la ISO por el Instituto Nacional Estadounidense de Estándares (ANSI), que es independiente del gobierno federal. Sin embargo, otros países pueden estar representados por agencias gubernamentales nacionales, como es la tendencia en Europa.
- ONG nacional: Una organización no gubernamental que solamente existe en un país. Este concepto es poco habitual debido a la globalización de las organizaciones no gubernamentales, lo que causa que las ONG existan en más de un país.[11]
- CSO: organización de la sociedad civil
- ENGO: ONG ambiental, como Greenpeace y WWF
- NNGO: ONG del norte
- PANGO: ONG de partido, creada por los partidos y disfrazada de ONG para servir a asuntos políticos
- SNGO: ONG del sur
- SCO: Organización de cambio social
- TNGO: ONG enfocada a la delincuencia. El concepto surgió durante la década de 1970 debido al aumento de los problemas ambientales y económicos en la comunidad global. TNGO incluye a organizaciones no gubernamentales que no se limitan a un solo país, sino que existen en dos o más países.
- GSO: Organización de apoyo de base
- MANGO: ONG de defensa del mercado
- NGDO: Organización no gubernamental de desarrollo

USAID define las ONG como organizaciones voluntarias privadas. Sin embargo, muchos estudiosos han argumentado que esta definición es muy problemática, ya que muchas ONG son en realidad proyectos financiados por empresas y gestionados por el Estado, y/o cuentan con personal profesional.[cita requerida]
Las ONG se crean para diversos fines, por lo general, para promover los objetivos políticos o sociales de sus miembros o fundadores. Hay ejemplos que incluyen la mejora de la situación del medio ambiente, la concienciación de la observancia de los Derechos Humanos, la mejora del bienestar de los más desfavorecidos o la representación de una agenda corporativa. Sin embargo, existe un gran número de organizaciones y sus objetivos cubren una amplia gama de posturas políticas y filosóficas. Esto también puede ser de aplicación a las escuela privadas y las organizaciones deportivas.
ONG nacionales: incluyen organizaciones nacionales como asociaciones profesionales, educativas, religiosas, etc. Algunas disponen de sucursales estatales, provinciales o municipales, y ayudan a las ONG locales.

### ONG de desarrollo, medio ambiente y derechos humanos
Las ONG son organizaciones que trabajan en diferentes campos, pero el término se asocia generalmente con los que buscan la transformación social y la mejora de la calidad de vida. Las ONG de desarrollo son el sector más visible, e incluye tanto a las organizaciones internacionales y locales, así como a las que trabajan en el sector de emergencias humanitarias. Las ONG de derechos humanos también pueden solaparse con las de desarrollo, pero son otra categoría distinta. Amnistía Internacional es quizás una de las más conocidas.
Muchas de estas organizaciones están asociadas con la ayuda internacional y la donación voluntaria, pero también hay ONG que eligen no tomar los fondos de los donantes y tratan de generar fondos por otros medios, tales como la venta de artesanía o el cobro de servicios.
Las ONG medioambientales son otro subsector, que a veces se superpone con las organizaciones no gubernamentales de desarrollo. Un ejemplo es Greenpeace, que al igual que otras redes de ONG, como red ambiental transnacional puede adquirir una variedad de beneficios en el intercambio de información con otras organizaciones, haciendo campaña en torno a un problema e intercambiando información al respecto. Dado que las ONG ambientales transnacionales abogan por diferentes temas de interés público, como la contaminación del aire, la deforestación de las áreas verdes o los problemas para el acceso al agua, es más difícil para ellos dar a sus campañas un rostro humano que a las organizaciones no gubernamentales que luchan directamente por las cuestiones de derechos humanos. Algunas de las formas más tempranas de ONG ambientales transnacionales comenzaron a aparecer después de la Segunda Guerra Mundial con la creación de la Unión Internacional para la Conservación de la Naturaleza (UICN). Tras la creación de la ONU en el año 1945, comenzaron a surgir más ONG ambientalistas con el fin de tratar las cuestiones ambientales más específicas.
En noviembre de 1945 se creó la Unesco (Organización de las Naciones Unidas para la Educación, la Ciencia y la Cultura), con el objetivo de contribuir a la paz y a la seguridad en el mundo mediante la educación, la ciencia, la cultura y las comunicaciones, y el propósito de colaborar con las ONG ambientales. En 1969 se fundó el Comité Científico sobre los Problemas del Medio Ambiente (SCOPE) para incrementar y mejorar la colaboración entre los ambientalistas. Esta colaboración fue posteriormente reforzada y estimulada con la creación del Hombre de la UNESCO y el Programa de la Biosfera en 1971. En 1972 la Conferencia de la ONU sobre el Medioambiente Humano en Estocolmo trató de abordar este tema en Suecia y abogar por una intervención internacional sobre la contaminación transfronteriza de otros países industrializados de Europa.
Las ONG ambientales transnacionales han abordado diversas problemáticas en todo el mundo, pero uno de los casos más conocidos que involucran el trabajo de las ONG ambientales se puede remontar a Brasil durante la década de 1980. Estados Unidos había comenzado a preocuparse por el problema de la deforestación debido a las denuncias ecologistas que mostraban que la deforestación era ya una preocupación global, y a partir de 1977, en la Ley de Ayuda Exterior se agregó una sección de Medio Ambiente y Recursos Naturales. En la década de 1980 el Gobierno brasileño creó el programa de desarrollo de Polonoreste, que el Banco Mundial acordó financiar. El programa Polonoreste tenía como objetivo la urbanización de áreas de la Amazonia que ya estaban ocupadas por grupos indígenas locales. La rápida deforestación en la Amazonia brasileña provocó la intervención de la Unesco, que utilizó su Programa sobre el Hombre y la Biosfera para abogar en contra del programa Polonoreste, sobre la base de la violación de los derechos de los grupos indígenas que habitaban en la zona. En el caso de la deforestación de la Amazonia brasileña, las ONG de medio ambiente fueron capaces de presionar al Banco Mundial para cancelar los préstamos para el programa Polonoreste. Debido a la influencia de Estados Unidos sobre el Banco Mundial, en 1985 este suspendió la ayuda financiera para el Programa Polonoreste. El trabajo de las ONG ambientales en el caso de Brasil fue un éxito porque no había un punto de apalancamiento que hiciera a los actores vulnerables a la presión internacional.
A pesar de que las organizaciones no gubernamentales pueden tener objetivos relativamente comunes en las cuestiones de desarrollo o medio ambiente, los intereses y las perspectivas son diversas. Una distinción se puede hacer entre los intereses y objetivos de las ONG ubicadas en los países industrializados, que a menudo se refieren a los países del norte, y las ONG de los países en desarrollo, normalmente los países del sur. A veces hay tensión entre ellos, los países del sur culpan a las naciones desarrolladas por el consumo excesivo, la contaminación resultante de la industrialización y por sostener la desigualdad en el sistema económico internacional.
También hay una distinción entre los grupos centrados en temas socioeconómicos particulares y específicos. Por ejemplo, la Organización del Medioambiente de la Mujer y su Desarrollo fue creada en 1990 con el propósito de abogar por la inclusión de género en la labor relacionada con la Cumbre de la Tierra. Otros grupos pueden centrarse en temas que incluyen a minorías raciales o personas con los ingresos más bajos.

### Diplomacia de segunda vía
El díalogo de segunda vía o diplomacia de segunda vía se refiere a la coordinación transnacional entre miembros no oficiales del Gobierno, incluyendo comunidades epistémicas así como antiguos responsables políticos o analistas. Tiene como objetivo conseguir que los políticos y analistas lleguen a una solución común a través de discusiones por medios no oficiales. A diferencia de la diplomacia de primera vía, donde los funcionarios del Gobierno, diplomáticos y líderes electos se reúnen para hablar de ciertos temas, la diplomacia de segunda vía incluye a expertos, científicos, profesores y otras figuras que no están involucradas en los asuntos de gobierno. Los miembros de la diplomacia de segunda vía por lo general tienen más libertad para intercambiar ideas y llegar a compromisos por su cuenta.

## Actividades

### Métodos
Las ONG varían en sus métodos. Algunas actúan principalmente como grupos de presión, mientras que otras llevan a cabo principalmente programas y actividades. Por ejemplo, hay ONG, como Oxfam, que se preocupa por aliviar la pobreza y se dedica a proporcionar a las personas necesitadas el equipo y las habilidades para encontrar comida y agua para beber, mientras que otras ONG como FFDA ayudan a través de la investigación y documentación de las violaciones a los derechos humanos[cita requerida] y proporcionan asistencia legal a las víctimas de abusos contra los derechos humanos. Otras, como Afganistán Information Server Management, proporcionan productos y servicios para apoyar las actividades de desarrollo ejecutadas en el terreno por otras organizaciones técnicas especializadas.
Las ONG tienen la intención de llenar un vacío en los servicios del Gobierno, pero en países como India y China, las ONG están ganando poco a poco una posición en la toma de decisiones. En el área de la sostenibilidad, la mayoría de los donantes exigen que las ONG demuestren una relación con el Gobierno. Los propios gobiernos son vulnerables porque carecen de recursos económicos y de una estrategia potencial de planificación y visión. Están, por lo tanto, muy estrechamente unidos a las organizaciones no gubernamentales, ya que los organismos políticos, las organizaciones comerciales y los principales donantes/financiadores solo pueden tomar decisiones a corto plazo pero no tienen efecto en el largo plazo. En la India, por ejemplo, las ONG están bajo reguladores, políticas y receptores de los grandes fondos del gobierno y de los donantes internacionales. Las ONG a menudo ocupan responsabilidades fuera de su ámbito de habilidad. Los gobiernos no tienen acceso al número de proyectos o cuantía de los fondos recibidos por las ONG. Hay una necesidad urgente de regular este grupo aunque su papel no se restrinja únicamente a un complemento de los servicios del Gobierno.[cita requerida]
En cuanto a la actividad de las ONG, la clasificación que utiliza el Banco Mundial las divide en operativas y de campaña:

#### Operativas
Las ONG operativas pretenden "lograr el cambio a pequeña escala directamente a través de proyectos". Estas ONG movilizan recursos financieros, materiales y voluntarios para crear programas localizados en un campo. Llevan a cabo eventos de recaudación de fondos a gran escala y pueden obtener de gobiernos y organizaciones subvenciones o contratos para recaudar dinero para proyectos. A menudo operan en una estructura jerárquica, con una sede principal compuesta por profesionales que planifican proyectos, crean presupuestos, llevan las cuentas, e informan y comunican a los trabajadores de campo que trabajan directamente en los proyectos. Las ONG operativas se ocupan de una amplia gama de asuntos, pero más a menudo se asocian con la prestación de servicios y asistencia social, las cuestiones ambientales, la ayuda en situaciones de emergencia y el bienestar público. Las ONG operativas pueden a su vez clasificarse en función de su orientación. Una categorización de uso frecuente es la división de organizaciones orientadas al desarrollo frente a las orientadas a la ayuda; también pueden ser clasificadas de acuerdo a si insisten en la prestación de servicios o en la participación; o si son religiosas o laicas; y si son más orientadas a lo público o lo privado. Aunque las ONG operativas pueden ser basadas en la comunidad, muchas de ellas son nacionales o internacionales. La definición de actividad en las ONG operativas es la ejecución de proyectos.

#### De campaña
Las ONG que hacen campañas buscan "lograr un cambio a gran escala promovido indirectamente a través de la influencia del sistema político". Las ONG que hacen campañas necesitan un grupo eficiente y eficaz de miembros profesionales que deben ser capaces de mantener informados a los simpatizantes y motivarlos. Deben planificar y demostrar su don de anfitriones en los eventos donde se encontrarán presentes los medios de comunicación. Sus miembros deben mantener informada a una amplia red de simpatizantes que se puedan movilizar en eventos para llamar la atención de los medios e influenciar en los cambios de las políticas. Una actividad que define a las ONG de campaña es la realización de manifestaciones. Las ONG de campañas a menudo se enfrentan con cuestiones relativas a los derechos humanos, los derechos de las mujeres, de los niños, etc. El propósito principal de una organización no gubernamental de campaña es descender o promover una causa específica. A diferencia de la gestión de proyectos en funcionamiento, estas organizaciones suelen tratar de crear conciencia, aceptación y conocimiento por medio de grupos de presión, trabajo de prensa y eventos activistas.

#### Operativas y de campaña
No es raro que las organizaciones no gubernamentales puedan hacer uso de ambas actividades. Muchas veces las ONG operativas utilizarán técnicas de acción si se enfrentan continuamente a los mismos problemas en un campo que podrían remediarse mediante cambios en las políticas. Al mismo tiempo, las ONG de campaña, al igual que las organizaciones de derechos humanos, tienen programas que asisten a las víctimas individuales a las que están tratando de ayudar a través de su labor de promoción.

### Relaciones públicas
Las organizaciones no gubernamentales necesitan tener una relación sana con el público para poder cumplir sus objetivos. Las fundaciones y organizaciones benéficas utilizan campañas de relaciones públicas para recaudar fondos y emplean técnicas que siguen los patrones de los grupos de presión con los gobiernos. Los grupos de interés pueden tener importancia política por su capacidad de influir en los resultados sociales y políticos. Por ello, la Asociación Mundial de Organizaciones No gubernamentales estableció un código ético en el año 2002.

### Gestión de proyectos
Hay una conciencia creciente de que las técnicas de gestión son cruciales para el éxito de los proyectos de las organizaciones no gubernamentales. En general, las ONG privadas tienen un enfoque a la comunidad o bien un enfoque ambiental. Se ocupan de variedad de temas como la religión, la ayuda de emergencia, o las cuestiones humanitarias. Movilizan apoyo público y contribuciones voluntarias de ayuda. A menudo tienen fuertes vínculos con grupos de la comunidad en los países en desarrollo, y a menudo trabajan en áreas donde la ayuda de gobierno a gobierno no es posible. Las ONG son aceptadas como una parte del paisaje de las relaciones internacionales, y al mismo tiempo que influyen en la formulación de políticas nacionales y multilaterales, cada vez están más directamente involucradas en la acción local.

## Estructura corporativa

### Personal
Algunas ONG están altamente profesionalizadas y se basan principalmente en personal remunerado. Otras se basan en el trabajo voluntario y están menos formalizadas. No todas las personas que trabajan para las organizaciones no gubernamentales forman parte del voluntariado. También hay pocos casos de ONG´s que disponen en su totalidad de una estructura totalmente voluntaria, con profesionales y técnicos formalizados en su materia como: en Visió Sense Fronteres, Enganchados, Fundación Iluminafrica y etc.
Muchas ONG se asocian con el uso de funcionarios internacionales que trabajan en los países en desarrollo, pero hay muchas ONG del norte y del sur que dependen de los empleados o voluntarios locales. Existe cierta controversia en cuanto a si los expatriados deben ser enviados a los países en desarrollo. Con frecuencia, este tipo de personal se emplea para satisfacer a algún Donante que quiere que el proyecto que apoya se gestione por una persona de un País desarrollado. Sin embargo, la experiencia de estos empleados o voluntarios puede ser contrarrestada por una serie de factores: el coste del personal extranjero suele ser más alto, no tienen conexiones en el país al que se les envía y la experiencia local es a menudo infravalorada. 
El sector de las ONG es un empleador importante en términos numéricos.[cita requerida] Por ejemplo, a finales de 1995, Concern Worldwide, una ONG internacional del norte que trabaja contra la pobreza, empleaba a 174 expatriados y poco más de 5000 personas locales trabajando en diez países en desarrollo de África y Asia, y en Haití.

### Financiación
Las ONG, sean pequeñas o grandes, necesitan de recursos para trabajar en pos de sus objetivos. Pero el volumen de presupuesto que necesitan varía de una organización a otra; así, las grandes ONG pueden tener presupuestos anuales de miles o millones de dólares. Por ejemplo, la Asociación Americana de Personas Jubiladas (AARP) dispuso de más de 540 millones de dólares en 1999.
Las principales fuentes de financiación de las ONG son: las cuotas de afiliación pagadas por los socios, la venta de mercancías y de servicios, las donaciones de instituciones internacionales, los aportes de los gobiernos nacionales y las donaciones privadas de individuos o empresas.

A pesar de que la locución «organización no gubernamental» implica no formar parte de los gobiernos, muchas ONG dependen en gran medida de los gobiernos para su financiación. Por ejemplo, una cuarta parte de los 162 millones de dólares que se utilizaron para la ayuda contra el hambre de Oxfam en 1998 fue donada por el Gobierno británico y la Unión Europea. La organización cristiana de ayuda y desarrollo Visión Mundial Estados Unidos obtuvo 55 millones de dólares en bienes del gobierno estadounidense en 1998. La financiación gubernamental de las ONG es un tema controvertido, ya que, de acuerdo con David Rieff, autor de La Nueva República,
"el punto central de la intervención humanitaria fue precisamente que las ONG y la sociedad civil tenían a la vez el derecho y la obligación de responder con actos de ayuda y solidaridad a las personas necesitadas o sometidas a represión o a las fuerzas de quien las controlaba, sin importar lo que los gobiernos involucrados pudieran pensar del tema."
Algunas organizaciones como Greenpeace no aceptan fondos de gobiernos u organizaciones intergubernamentales, pero sí de gobernantes particulares (príncipes, reyes, diputados, presidentes, etc.).

### Gastos generales
Los gastos generales es la cantidad de dinero que se gasta en el propio funcionamiento de la ONG, no en sus proyectos. Esto incluye gastos de oficina, salarios, banca y contabilidad. El porcentaje del presupuesto total que suponen los gastos generales de una ONG a menudo se utiliza para juzgarla, considerando menos del 4% como bueno. La Asociación Mundial de Organizaciones No Gubernamentales afirma que, idealmente, más del 86% se debe gastar en programas/proyectos y menos del 20 % en gastos generales. El Fondo Mundial de Lucha contra el SIDA, la Tuberculosis y la Malaria tiene directrices específicas sobre cuánto deben suponer los gastos generales para recibir financiación basada en el destino de los fondos, y a menudo deben estar por debajo del 7-5%. Mientras, el Banco Mundial permite normalmente hasta un 37%. Un alto porcentaje de gastos generales sobre los gastos totales puede hacer que sea mucho más difícil generar fondos. Unos altos costes indirectos también pueden generar críticas, y hay quien afirma que determinadas ONG con altos gastos indirectos están en funcionamiento simplemente para beneficiar a las personas que trabajan para ellas.
Aunque los gastos generales pueden ser una preocupación legítima, centrarse únicamente en ellos puede ser contraproducente. Una investigación publicada por la Urban Institute Archivado el 26 de abril de 2013 en Wayback Machine. y el Center for Social Innovation de la Universidad de Stanford han demostrado cómo las agencias de calificación crean incentivos para que las organizaciones no lucrativas bajen u oculten sus gastos generales, lo que en realidad puede reducir la eficacia de la organización, privando a las ONG de la infraestructura que necesitan para prestar con eficacia sus servicios. Un sistema de clasificación con más sentido proporcionaría, además de los datos financieros, una evaluación cualitativa de la transparencia y la gobernancia de la organización: (1) una evaluación de la eficacia del programa; (2) una evaluación de los mecanismos de retroalimentación diseñado para los donantes y los beneficiarios; y (3) un sistema de dicha calificación que también permita a las organizaciones responder a una evaluación nominal realizada por una agencia de calificación. En términos más generales, el discurso popular de evaluación sin fines de lucro debe alejarse de las nociones financieras de eficacia de la organización y caminar hacia una comprensión más sustancial de su impacto programático.

### Seguimiento y control
En un informe de marzo de 2000 sobre las prioridades de reforma de las Naciones Unidas, el exsecretario general de la ONU, Kofi Annan, escribió a favor de la intervención internacional humanitaria, con el argumento de que la comunidad internacional tiene el "derecho a proteger" a los ciudadanos del mundo de la limpieza étnica, el genocidio y los crímenes contra la Humanidad. En este informe, el gobierno canadiense lanzó el proyecto Responsabilidad de proteger (R2P por sus siglas en inglés) destacando la cuestión de la intervención humanitaria. Si bien la doctrina R2P tiene amplias aplicaciones, entre las más controvertidas ha sido el uso que el Gobierno canadiense ha hecho de ella para justificar su intervención y apoyo al golpe en Haití. Años después de la R2P, el Movimiento Federalista Mundial, una organización que apoya "la creación de estructuras globales y democráticas responsables ante los ciudadanos del mundo, y la convocatoria de la división de la autoridad internacional entre los organismos independientes", ha puesto en marcha la responsabilidad de proteger la participación de la Sociedad Civil (R2PCS). La colaboración entre el WFM y el gobierno canadiense tiene como objetivo reunir a las ONG hombro con hombro con los principios esbozados en el marco del proyecto original R2P.
Los gobiernos de los países donde las ONG trabajan o están registradas requieren informes u otro tipo de seguimiento de supervisión. Los financiadores generalmente requieren de informes y evaluación, aunque dicha información no está necesariamente a disposición del público. También puede haber asociaciones y organizaciones de vigilancia de las investigaciones y los detalles que se publican sobre las acciones de las ONG que trabajan en áreas geográficas particulares o programadas.[cita requerida]
En los últimos años, muchas grandes empresas han aumentado sus departamentos de responsabilidad social corporativa en un intento en adelantarse a las campañas de las ONG contra ciertas prácticas empresariales. Como dice la lógica, si las corporaciones trabajan "con" las ONG, las ONG no trabajaran "contra" las corporaciones. Una mayor colaboración entre las empresas y las ONG crea riesgo inherente de cooptación para la parte más débil, donde suelen participar las organizaciones no lucrativas.
En diciembre de 2007, el Subsecretario Asuntos de Salud del Departamento de Defensa de Estados Unidos De Ward Casscells, estableció una División de Salud Internacional en la Fuerza de Protección de Salud y Fuerza. Parte de la misión de la salud internacional es comunicarse con las organizaciones no gubernamentales en áreas de interés mutuo. En 2005, la directiva 3000.05 del Departamento de Defensa requiere que este considere las actividades para mejorar la estabilidad como una misión de igual importancia a la de combate. En cumplimiento de la Convención de Ginebra del derecho internacional, el Departamento de Defensa ha desarrollado necesariamente la capacidad para mejorar los servicios esenciales en las zonas de conflicto como Irak, donde las principales agencias habituales del Departamento de Estado tuvieron dificultades para operar. A diferencia de la estrategia de "cooptación" que se describe para las corporaciones, el OASD (HA) reconoce la neutralidad de la salud como un servicio esencial. Salud Internacional cultiva relaciones de colaboración con organizaciones no gubernamentales, si bien a cierta distancia, reconocida su tradicional independencia, experiencia y condición de honesto intermediario. Si bien los objetivos del Departamento de Defensa y las ONG pueden parecer incongruentes, el énfasis del primero sobre la estabilidad y la seguridad para reducir y prevenir los conflictos sugiere, en un análisis cuidadoso, importantes intereses mutuos.

## Historia
Las organizaciones no gubernamentales internacionales tienen una historia que se remonta al menos al siglo XVIII. Las ONG internacionales eran importantes en el abolicionismo de la esclavitud y el movimiento por el sufragio de la mujer, y alcanzaron su auge en el momento de la Conferencia Mundial de Desarme. Sin embargo, la expresión "organización no gubernamental" no entró en uso popular hasta el establecimiento de la Organización de las Naciones Unidas en 1945 con lo establecido en el artículo 71 del capítulo 10 de la carta de las Naciones Unidas, una función consultiva para las organizaciones que no son parte del gobierno ni de los Estados miembros (Estatus Consultivo). La definición de "organización no gubernamental internacional" (ONG) se da por primera vez en la resolución 288 (X) de ECOSOC el 27 de febrero de 1950: se define como "cualquier organización internacional que no esté fundada en un tratado internacional". El papel fundamental de las organizaciones no gubernamentales y otros "grupos principales" en el desarrollo sostenible fue reconocido en el capítulo 27 del Programa 21, lo que llevó a los arreglos intensos para una relación consultiva entra la ONU y las organizaciones no gubernamentales. Se ha observado que el número de ONG internacionales fundadas o disueltas coincide con el "estado del mundo" en general, aumentando en los períodos de crecimiento y disminuyendo en tiempo de crisis.
El rápido desarrollo del sector no gubernamental se produjo en los países occidentales como resultado de los procesos de reestructuración del bienestar del Estado. Además la globalización de ese proceso se produjo después de la caída del sistema comunista y fue una parte importante del Consenso de Washington.
La globalización en el siglo XX dio lugar a la importancia de las ONG. Muchos de los problemas no pueden resolverse dentro de una nación. Los Tratados Internacionales, las organizaciones internacionales, así como la Organización Mundial del Comercio, se centraron principalmente en los intereses de las empresas capitalistas. En un intento de contrarrestar esta tendencia, las ONG se desarrollaron para enfatizar las cuestiones humanitarias y la ayuda al desarrollo sostenible. Un ejemplo destacado de ello es el Foro Social Mundial, que se celebra anualmente en enero en Davos, Suiza. El quinto Foro Social Mundial se celebró en Porto Alegre, Brasil, en enero del 2005, con la asistencia de más de 1000 representantes de ONG. En cuanto a las cuestiones ambientales y de desarrollo sostenible, la Cumbre de la Tierra celebrada en Río en 1992 fue la primera en mostrar el poder de las ONG internacionales, cuando cerca de 2400 representantes de ONG llegaron a desempeñar un papel central en las deliberaciones. Algunos han argumentado que, en foros como estos, las ONG toman el lugar que debería pertenecer a los movimientos populares de los pobres. Cualquiera que sea el caso, la red transnacional de ONG es cada vez más amplia.

## Estatus legal
La forma jurídica de las ONG es muy diversa y depende de las interpretaciones propias de las leyes y prácticas de cada país. Sin embargo, los cuatro principales grupos de ONG que se pueden encontrar en todo el mundo son:
- No incorporadas y de asociación voluntaria
- Fideicomisos, caridad y Fundaciones/organizaciones sin fines de lucro
- Empresas no solo con fines de lucro
- Entidades formadas o registradas bajo leyes especiales

El Consejo de Europa en Estrasburgo redactó el Convenio Europeo sobre el reconocimiento de la personalidad jurídica de las organizaciones internacionales no gubernamentales en 1986, que establece un fundamento jurídico común para la existencia y el trabajo de las ONG en Europa. El artículo 11 del Convenio Europeo de Derechos Humanos protege el derecho a la libertad de asociación, que también es una norma fundamental para las ONG.

## Día Internacional
Día Mundial de las ONG - El Día Mundial de las ONG se celebra anualmente el 27 de febrero. Fue reconocido oficialmente y declarado el 17 de abril de 2010 por 12 países del IX Foro de ONG del Mar Báltico en la Octava Cumbre de los Estados del Mar Báltico en Vilna (Lituania). El Día Mundial de las ONG fue marcado internacionalmente y reconocido el 27 de febrero de 2014 por Helen Clark, Administradora del Programa de las Naciones Unidas para el Desarrollo (PNUD) en Helsinki (Finlandia).

## Críticas
Issa G. Shivji es uno de los principales expertos en África sobre cuestiones de derecho y desarrollo como autor y académico. Su crítica a las ONG se encuentra plasmada en dos ensayos: "Silencios en el discurso de las ONG: El papel y el futuro de las ONG en África" y "Reflexiones sobre las ONG en Tanzania: lo que somos, lo que no somos y lo que deberíamos ser". Shivji cuestiona también las buenas intenciones de los líderes y activistas de las ONG, mostrándose crítico con los "efectos objetivos de las acciones, independientemente de sus intenciones". Shivji argumenta también que el aumento repentino de las ONG es parte de un paradigma neoliberal más que de motivaciones altruistas puras. Es crítico con las manifestaciones actuales de las ONG que desean cambiar el mundo sin entenderlo, y sostiene que la relación imperialista continúa hoy con el auge de las ONG.
James Pfeiffer, en un estudio del caso de la participación de las ONG en Mozambique, habla de los efectos negativos que las ONG han tenido en materia de salud en el país. Argumenta que en la última década, las organizaciones no gubernamentales en Mozambique han "fragmentado los sistemas de salud local, socavado el control local de los programas de salud, y han contribuido a la creciente desigualdad social local". Señala, además, que las ONG pueden estar descoordinadas, con la creación de proyectos paralelos entre diferentes organizaciones, que tiran de los trabajadores de servicios de salud fuera de sus tareas de rutina con el fin de servir a los intereses de las ONG. Esto socava en última instancia, los esfuerzos locales de atención primaria de salud y quita la capacidad de los gobiernos para mantener la agencia sobre su propio sector de la salud. J. Pfeiffer sugirió un nuevo modelo de colaboración entre las ONG y el DPS (la Dirección Provincial de Salud de Mozambique). Mencionó que las ONG deben "trabajar oficialmente con las normas y el cumplimiento en el país de acogida", por ejemplo, reduciendo proyectos 'escaparate' y programas paralelos que demuestren ser insostenibles.
Jessica Mathews escribió en "Foreign Affairs" en 1997: "A pesar de sus puntos fuertes, las ONG tienen intereses especiales. El mejor de ellos... a menudo sufren de visión de túnel, al juzgar cada acto público por la forma en que afecta a su particular interés". Dado que las ONG tienen que preocuparse por los compromisos políticos, el impacto global de su causa puede traer más daño a la sociedad.
Vijay Prashad argumenta que a partir de la década de 1970 "el Banco Mundial de Robert McNamara defendió a las ONG como una alternativa para el Estado, dejando intactas las relaciones globales y regionales de poder y producción."
Otros argumentan que las ONG son en general imperialistas, que a veces operan de una manera radical en los países del tercer mundo, y que cumplen una función similar a la del clero durante la alta época colonial. El filósofo Peter Hallward argumenta que las ONG son una forma aristocrática de la política. También señala que el hecho de que las organizaciones no gubernamentales como Ayuda en Acción y Christian Aid "efectivamente justifiquen el golpe de Estado" contra el gobierno electo en Haití, los vuelve parte del "rostro del imperialismo humanitario". Los movimientos populares en el sur global, como la Campaña contra el desalojo de Cabo Occidental en Sudáfrica, se han negado en ocasiones a trabajar con las ONG con el argumento de que eso comprometería su autonomía. También se ha argumentado que las ONG pueden desempoderar a estos movimientos, al permitir que las personas donantes puedan impulsar la estabilidad antes que la justicia social.
Otra de las críticas a las ONG es que son diseñadas y utilizadas como extensiones de los instrumentos de política exterior de ciertos países o grupos de países occidentales. En la 43.ª Conferencia de Múnich sobre Política de Seguridad de 2007, el presidente ruso Vladímir Putin hizo esta acusación a las ONG, concluyendo que "son formalmente independientes pero están financiadas con un propósito y por lo tanto bajo control." Además, Michael Bond escribió: "La mayoría de las grandes ONG, como Oxfam, Cruz Roja, CAFOD y Ayuda en Acción, se esfuerzan por hacer que su prestación de ayuda sea más sostenible. Pero algunas, sobre todo en Estados Unidos, siguen exportando las ideologías de sus patrocinadores."
Las ONG han sido acusadas de utilizar "mentiras blancas" o consejos mal informados para promulgar sus campañas, es decir, de haber ignorado temas críticos. Doug Parr, responsable científico en Greenpeace, ha dicho que estas organizaciones parecen haber perdido su esfuerzo en ser verdaderamente científicas y ahora parecen ser más interesadas en sí mismas. En vez de operar a través de la ciencia para ser racionales y efectivas en la práctica, las ONG han sido acusadas de abusar de la utilización de la ciencia para obtener sus propias ventajas. En un principio, como Parr indicó, había "una tendencia entre nuestros críticos a decir que la ciencia era la única herramienta para la toma de decisiones... pero los intereses políticos y comerciales están utilizando la ciencia como una cubierta para salirse con la suya." Al mismo tiempo, puede parecer que las ONG no son cooperativas con otros grupos, de acuerdo con el exresponsable político de la rama alemana de Amigos de la Tierra, Jens Katjek, que ha dicho: "Si las ONG quieren lo mejor para el medio ambiente, tienen que aprender a comprender."

### Desafíos de la legitimidad
La cuestión de la legitimidad de las ONG plantea una serie de preguntas importantes. Este es uno de los activos más importantes que posee una organización no gubernamental, que se obtiene a través de la percepción de que son una "voz independiente”. Su representación también surge como una cuestión importante. Todavía no se ha analizado a fondo quién otorga responsabilidades a las ONG o a las ONGI y cómo se ganan la representación de los ciudadanos y la sociedad civil. Por ejemplo, en un artículo Neera Chandhoke afirma: "Para poner el punto crudamente: ¿son los ciudadanos de los países del sur y sus necesidades representadas en la sociedad civil global, o son los ciudadanos, así como sus necesidades, construidas por las prácticas de representación? y cuando nos demos cuenta de que las INGO casi nunca se encuentran cara a cara con las personas cuyos intereses y problemas representan, o que son responsables ante las personas a las que representan, las cosas se ponen aún más problemáticas."
Por otra parte, también están surgiendo cuestiones importante en torno a la legitimidad y la rendición de cuentas de las ONG. Son varias las percepciones e imágenes que las ONG proporcionan, y por lo general se distinguen como "actores no estatales" o "influyentes representantes de la sociedad civil que abogan por el ciudadano." La rendición de cuentas puede ser capaz de ofrecer esto y también de asistir a las actividades, proporcionando enfoque y dirección. Como actores no estatales con una considerable influencia sobre la gobernancia en muchas áreas, se ha expresado preocupación sobre el grado en que se representan los puntos de vista de la opinión pública y la medida en que permiten al público que se les pidan cuentas.
El origen de la financiación puede tener graves consecuencias para la legitimidad de las ONG. En las últimas décadas las ONG han aumentado su número y variedad de actividades a un nivel en que se han vuelto cada vez más dependientes de un número limitado de donantes. En consecuencia, se ha incrementado la competencia por los fondos, así como las expectativas de los propios donantes. Esto tiene el riesgo de que los donantes añadan condiciones que pueden poner en peligro la independencia de las ONG. Por ejemplo, un exceso de dependencia de ayuda oficial puede diluir "la voluntad de las ONG para hablar sobre cuestiones impopulares entre los gobiernos". En estas situaciones las ONG están siendo responsabilizadas por sus donantes, que pueden erosionar en vez de aumentar su legitimidad, un reto difícil de superar. Algunos comentaristas han argumentado que los cambios en las fuentes de financiación de las ONG han modificado, en última instancia, sus funciones.
Las ONG también han sido acusadas de no representar necesariamente las necesidades de los países en desarrollo, a través de la disminución de la llamada "voz del sur". Algunos postulan que existe la división norte-sur en el ámbito de las ONG. Cuestionan la igualdad de las relaciones entre las partes norte y sur de las mismas ONG, así como las relaciones entre las ONG del sur y las ONG del norte que trabajan en colaboración. Esto sugiere que se puede desarrollar una división del trabajo en la que el norte tome la iniciativa en la promoción y movilización de recursos, mientras el sur se dedica a la prestación de servicios en el mundo en desarrollo. Todo esto puede significar que las necesidades del mundo en desarrollo no se traten apropiadamente por las ONG del norte que no consultan adecuadamente o no participan en asociaciones. El verdadero peligro de esta situación es que los puntos de vista occidentales pueden tomar el control y asignar prioridades no representativas.
La afluencia masiva de ONG también ha sido acusada de causar daños al sector público en varios países en desarrollo, por ejemplo, con acusaciones a que la mala gestión de las ONG ha dado lugar a la ruptura de los sistemas púbicos de asistencia sanitaria. En lugar de promover la equidad y la reducción de la pobreza, las ONG han estado bajo escrutinio por su contribución a la desigualdad socioeconómica y desempoderamiento de los servicios en el sector público de los países del tercer mundo.
La escala y la variedad de actividades en las que participan las ONG ha crecido rápidamente desde la década de 1980, dando testimonio concreto de expansión en la década de 1990. Estas ONG han presentado una necesidad de equilibrar las presiones de la centralización y la descentralización. Al centralizar las ONG, en particular las que operan a nivel internacional, pueden asignarse un objetivo común o un conjunto de metas. A la inversa, también puede ser ventajoso descentralizar las ONG, ya que esto puede aumentar sus posibilidades de responder de forma más flexible y eficaz a los problemas localizados, mediante la ejecución de proyectos de tamaño moderado, fácil de controlar, produciendo beneficios inmediatos y donde todos los agentes involucrados sepan que la corrupción será castigada.